# Équipe cycliste Rabobank Development
L'équipe cycliste Rabobank Development est une équipe cycliste néerlandaise, active de 1997 à 2016. De 2005 à 2016, elle court avec le statut d'équipe continentale. Elle sert de réserve à l'équipe professionnelle financée par le même sponsor, la Rabobank. Elle a permis à plusieurs coureurs de passer professionnel comme Robert Gesink (en 2007), Bauke Mollema (en 2008), Lars Boom (en 2009), Tejay van Garderen (en 2010) ou encore Coen Vermeltfoort (en 2011). Avec le retrait du sponsor Rabobank, elle disparaît à l'issue de la saison 2016.

## Histoire de l'équipe
L'équipe espoirs de Rabobank est créée en 1997 sous le nom de Rabobank Beloften (Rabobank Espoirs). L'équipe professionnelle Rabobank existe alors depuis un an. À l'issue d'une première saison jugée satisfaisante, la société Rabobank, sponsor de l'équipe, prolonge et étend son engagement en créant une équipe juniors, dirigée par Frans Maassen, et une équipe espoirs, dirigée par Nico Verhoeven.
En 2002, l'équipe espoirs devient une équipe de troisième division UCI (GSIII).

### 2002: Première saison UCI sous le nom de Rabobank GS3

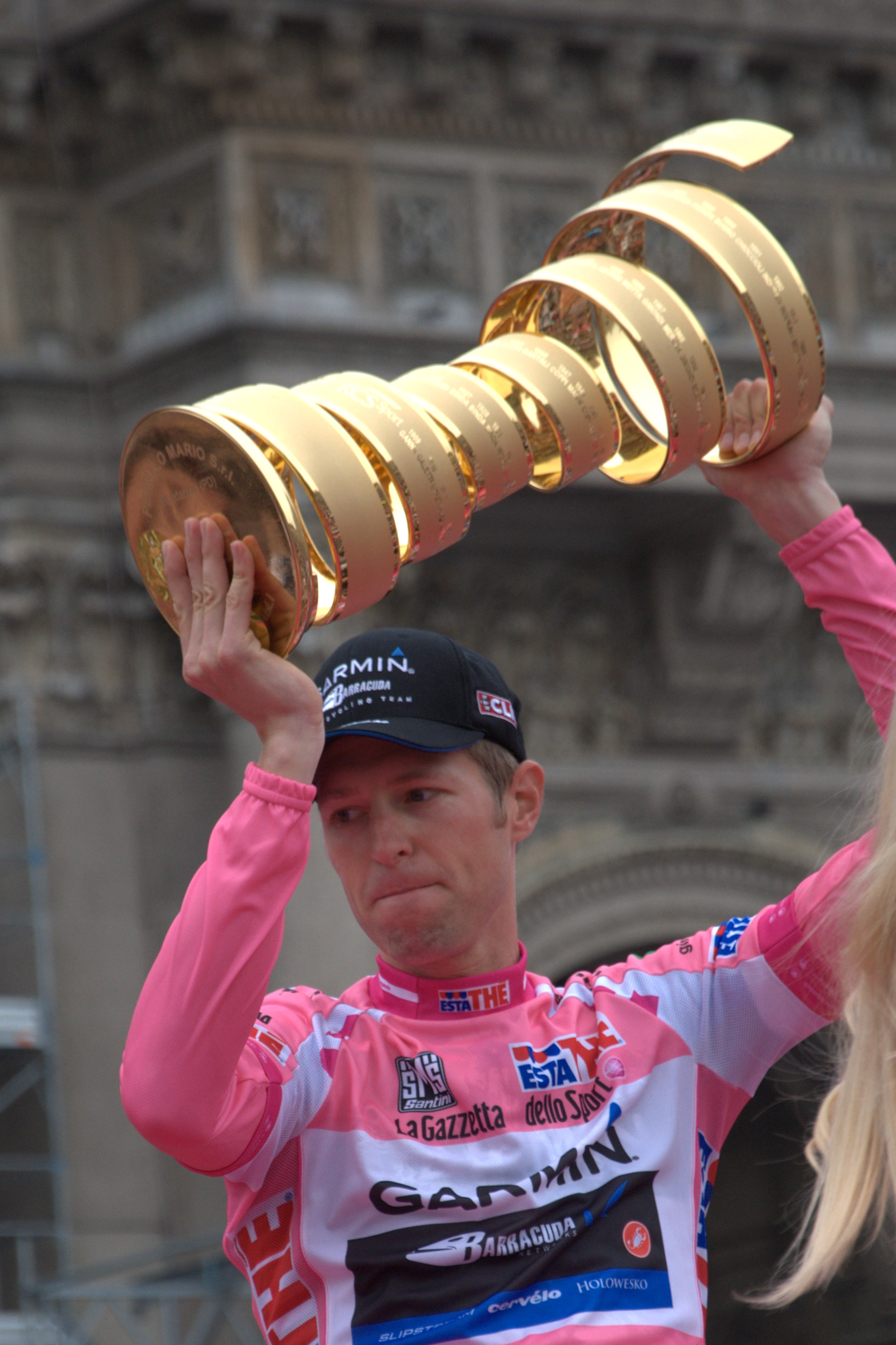
Ryder Hesjedal, ici vainqueur du Giro en 2012, fait partie du premier effectif UCI de l'équipe.

Pour cette première saison en troisième division, le poste de manager général est confié à l'ancien champion du monde sur route en 1979 Jan Raas et on retrouvera Nico Verhoeven, Nico van Hest et Piet Kuijs en directeurs sportifs. Elle compte dans ses rangs une majorité de coureurs néerlandais (17) ainsi que le Canadien Ryder Hesjedal, l'Australien Rory Sutherland et les Belges Bart Aernouts et Kevin De Weert. Parmi les têtes d'affiches de l'effectif, on trouve notamment le second de la Coupe du monde UCI Juniors et des championnats du monde juniors Niels Scheuneman et le champion des Pays-Bas de cyclo-cross Gerben de Knegt.
Lors de la saison de cyclo-cross, Gerben de Knegt remporte le championnat des Pays-Bas de cyclo-cross et le cyclo cross de Surhuisterveen. Du côté des espoirs, Thijs Verhagen remporte le championnat national et le championnat du monde.
La première victoire sur route de l'équipe est l’œuvre de Hans Dekkers lors de la première étape du Triptyque des Monts et Châteaux début mars. Il récidive sur le Grand Prix de Waregem, la seconde étape du Tweedaagse van de Gaverstreek et de la 1re étape du Ruban Granitier Breton alors que Jens Mouris lève les bras sur le Grote Rivierenprijs. Ryder Hesjedal gagne Paris-Mantes-en-Yvelines fin avril. En mai, l'équipe remporte deux courses par étapes importantes pour les espoirs avec le Tour de Thuringe en Allemagne avec Pieter Weening (ainsi que la troisième étape) et l'Olympia's Tour aux Pays-Bas avec Mart Louwers (Jens Mouris remporte le prologue et Hans Dekkers la septième étape tandis que Niels Scheuneman remporte sa première victoire lors de la seconde étape du Triptyque ardennais. Lors des championnats nationaux, Pieter Weening devient champion des Pays-Bas sur route espoirs. Au mois de juin, l'équipe remporte deux victoires d'étapes lors du Tour de Lleida (le prologue avec Bjorn Hoeben et la 2e étape pour  Joost Posthuma) ainsi que sur le Tour de Mainfranken avec Hans Dekkers. En juillet, sur le Tour de Liège, Kevin De Weert gagne la première étape et le classement général alors que Dekkers lève les bras pour la dernière victoire de l'équipe sur le Omloop der Vlaamse Gewesten.
Pour sa première saison, l'équipe termine 22e du classement par équipes GSIII avec pour meilleur coureur le Néerlandais Mart Louwers qui prend la 839e place du classement individuel.

### 2003
Au début de la saison 2003, l'équipe voit plusieurs cyclistes rejoindre l'effectif. On y retrouve les Néerlandais Thomas Dekker (second de la Coupe du monde UCI Juniors en 2002) et Richard Groenendaal (champion du monde de cyclo-cross 2000), l'Autrichien Bernhard Kohl (champion d'Autriche sur route espoirs en titre) et le Finlandais Jukka Vastaranta (vainqueur de la Coupe du monde UCI Juniors en 2001, troisième en 2002 et second du championnat du monde juniors l'année précédente). Plusieurs coureurs quittent l'équipe dont le Belge Kevin De Weert (qui devient professionnel dans l'équipe mère, la Rabobank) et Bjorn Hoeben (pour l'équipe Van Hemert Groep).

### 2004
Comme les deux années précédentes, l'équipe fait signer plusieurs jeunes coureurs. On retrouve Lars Boom (champion du monde de cyclo-cross juniors en 2003), Stef Clement, Marc de Maar, Mathieu Heijboer, Serge Pauwels, Kai Reus (vainqueur du championnat du monde juniors sur route et de la Coupe du monde UCI Juniors 2003) et Tom Stamsnijder. Elle recrute également le cyclo-crossman Sven Nys depuis la Rabobank. Côté départ, Hans Dekkers signe dans l'équipe GSI Rabobank, Ryder Hesjedal rejoint Lance Armstrong et l'US Postal Service-Berry Floor, Jens Mouris signe dans l'équipe AXA Cycling Team, Niels Scheuneman chez Relax-Bodysol, Laurens ten Dam chez Bankgiroloterij, et Kenny van Hummel chez Van Hemert-Eurogifts.
Joost Posthuma quitte l'équipe fin avril pour l'équipe Rabobank.

### 2005: Mise en place des circuits continentaux, Rabobank Continental
Au début de la saison 2005, l'UCI met en place un nouveau système mondial avec les meilleures équipes mondiales dans une nouvelle division, le ProTour et la création de circuits continentaux. L'équipe (qui prend à cette occasion le nom de Rabobank Continental) est placé en troisième division, les équipes continentales. Elle peut participer aux courses des différents circuits continentaux et notamment l'UCI Europe Tour.
Pour cette quatrième saison, l'équipe recrute Hans Dekkers qui revient après un an dans l'équipe 
Rabobank, les Néerlandais Tom Leezer, Tom Veelers, Remco van der Ven, Thom van Dulmen et Frank van Dulmen et le Russe Dmitry Kozontchuk. Un nouveau cyclo-crossman rejoint les rangs de l'équipe en provenance de Quick Step-Davitamon, le Belge Sven Vanthourenhout. Parmi les départs, on peut signaler la promotion de trois coureurs qui rejoignent l'équipe ProTour Rabobank (Thomas Dekker, Rory Sutherland et Jukka Vastaranta) ainsi que deux autres en partance pour l'équipe Allemande T-Mobile (Bastiaan Giling et Bernhard Kohl) et Koen de Kort chez les Espagnols de Liberty Seguros.
Pour cette première saison dans le nouveau système de l'UCI, l'équipe termine huitième du classement par équipes de l'UCI Europe Tour et Kai Reus termine 17e au classement individuel.

### 2006
2006, l'équipe voit la signature des Néerlandais Huub Duyn, Rick Flens, Robert Gesink, Martijn Maaskant, Rob Ruijgh, Jos van Emden et Boy van Poppel ainsi que le Russe Evgeny Popov (champion du monde militaire en 2005) et le Belge Arjen De Baat. Par contre, plusieurs cycliste signent dans des équipes de plus grande envergure comme Stef Clement chez Bouygues Telecom, Michiel Elijzen et Mathieu Heijboer chez Cofidis, Serge Pauwels chez Chocolade Jacques-Topsport Vlaanderen et Hans Dekkers chez Agritubel. Un seul passe professionnel dans l'équipe Rabobank, Marc de Maar.

### 2007: Victoire à l'UCI Europe Tour
En 2007, un turn-over important a lieu dans l'équipe avec 11 arrivées notamment. On retrouve le cyclo-crossman Belge Joeri Adams ainsi que les Néerlandais Thomas Berkhout, Martijn Keizer (double champion des Pays-Bas contre-la-montre juniors), Steven Kruijswijk, Bauke Mollema, Thomas Rabou, Ramon Sinkeldam, Dennis van Winden et Coen Vermeltfoort. Du côté des départs, trois coureurs de l'effectif en 2006 signent dans l'équipe Rabobank, Rick Flens, Robert Gesink et Dmitry Kozontchuk. Huub Duyn rejoint quant à lui la Slipstream-Chipotle et Tom Stamsnijder la Gerolsteiner. Le cyclo-crossman Sven Vanthourenhout quitte également l'équipe pour la nouvelle équipe Sunweb Pro Job.
À la fin de la saison, l'équipe termine première du classement par équipes de l'UCI Europe Tour et Martijn Maaskant termine meilleur coureur avec une troisième place derrière les Italiens Alessandro Bertolini (Serramenti PVC Diquigiovanni-Selle Italia) et Luca Mazzanti (Ceramica Panaria-Navigare).

### 2012
Pour 2012, plusieurs coureurs signent dans l'équipe. on retrouve l'ancien professionnel Jenning Huizenga, Brian Megens en provenance de Jo Piels ainsi que les néo-pros Néerlandais Marco Minnaard, Ivar Slik, Martijn Tusveld et Danny van Poppel et les Allemands Rick Zabel et Ruben Zepuntke. Elle enregistre également plusieurs départs dont Jetse Bol et Wilco Kelderman vers la Rabobank et Tom Dumoulin et Ramon Sinkeldam vers le Project 1t4i.

### 2013-2016: Rabobank Development

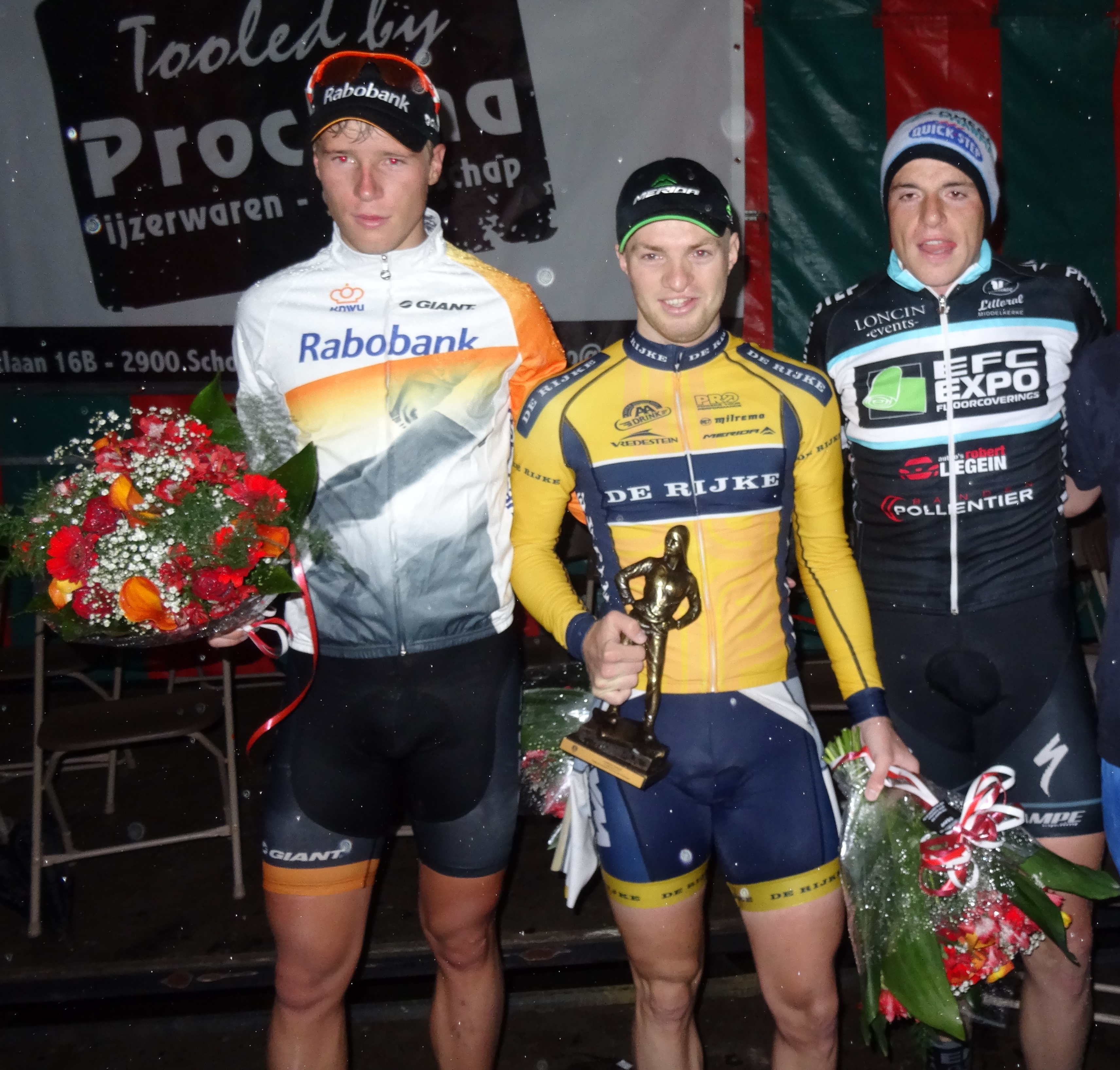
Podium de l'édition 2014 de la Flèche du port d'Anvers : Ivar Slik (2e), Yoeri Havik (1er) et Jens Geerinck (3e).

À la suite de la décision de la banque Rabobank d'arrêter de sponsoriser l'équipe première, l'équipe reste présente au sein du peloton sous le nom de Rabobank Development.
Pour ce début de saison, elle recrute plusieurs coureurs de son équipe Rabobank - Giant Offroad, parmi lesquels on retrouve les Néerlandais Gert-Jan Bosman, Emiel Dolfsma, Stan Godrie ou encore Mike Teunissen (champion d'Europe de cyclo-cross espoirs 2012) et Lars van der Haar (Champion du monde de cyclo-cross espoirs 2011 et 2012). Parmi les départs, on note ceux de Marc Goos et Moreno Hofland vers l'équipe Blanco et ceux de Wesley Kreder et Danny van Poppel vers Vacansoleil-DCM.
Elle disparaît à la fin de 2016 en raison du retrait du parrainage de la banque Rabobank.

## Principales victoires

### Compétitions internationales
- Championnats du monde sur route : 1
  - Contre-la-montre espoirs :  2007 (Lars Boom)

- Championnats du monde de cyclo-cross : 2
  - Élites : 2008 (Lars Boom)
  - Espoirs : 2007 (Lars Boom)

### Classiques
| - Kattekoers : Coen Boerman (1998) - Tour des Flandres espoirs : Bobbie Traksel (2000), Roy Sentjens (2001) - PWZ Zuidenveld Tour : Bobbie Traksel (2000) - Paris-Mantes-en-Yvelines : Ryder Hesjedal (2002) - Flèche ardennaise : Jukka Vastaranta (2003), Jeroen Meijers (2016) - Grand Prix de Francfort espoirs : Marc de Maar (2004) - Paris-Roubaix espoirs : Koen de Kort (2004), Dmitry Kozontchuk (2005), Tom Veelers (2006), Coen Vermeltfoort (2008), Ramon Sinkeldam (2011), Mike Teunissen (2014) - Grand Prix Eddy Merckx : Koen de Kort et Thomas Dekker (2004) - Grand Prix Pino Cerami : Kai Reus (2005) - Memorial Philippe Van Coningsloo : Hans Dekkers (2005) - Chrono champenois : Mathieu Heijboer (2005) - Tour de Hollande-Septentrionale : Kai Reus (2006), Theo Bos (2009) - Liège-Bastogne-Liège espoirs : Kai Reus (2006) | - Omloop der Kempen : Evgeny Popov (2006), Lars Boom (2007), Theo Bos (2009) - Roserittet : Jos van Emden (2006) - Paris-Tours espoirs : Huub Duyn (2006), Mike Teunissen (2014), Sam Oomen (2015) - Tour de Drenthe : Martijn Maaskant (2007), Coen Vermeltfoort (2008) - OZ Wielerweekend : Tom Veelers (2007) - Tour de Münster : Jos van Emden (2007) - Zellik-Galmaarden : Coen Vermeltfoort (2010) - Ronde van Midden-Nederland : Wesley Kreder (2010), Ivar Slik (2012) - Ster van Zwolle : Barry Markus (2011), Dylan van Baarle (2013), Bert-Jan Lindeman (2014) - Dorpenomloop Rucphen : Barry Markus (2011), Dylan van Baarle (2013) - Arno Wallaard Memorial : Dylan van Baarle (2012) - Beverbeek Classic : Nick van der Lijke (2013) - Baronie Breda Classic : Mike Teunissen (2013 et 2014) |  |

### Courses par étapes
| - Triptyque des Monts et Châteaux : Marcel Duijn (1998), Mathew Hayman (1999), Thomas Dekker (2004), Marc de Maar (2005), Lars Boom (2006), Tom Leezer (2007), Jetse Bol (2010), Tom Dumoulin (2011) - Olympia's Tour : Matthé Pronk (1998), Marcel Duijn (1999), Mart Louwers (2002), Joost Posthuma (2003), Thomas Dekker (2004), Stef Clement (2005), Tom Veelers (2006), Thomas Berkhout (2007), Lars Boom (2008), Jetse Bol (2009 et 2011), Dylan van Baarle (2012 et 2013), Cees Bol (2016) - PWZ Zuidenveld Tour : Bobbie Traksel (2000) - Tour de Thuringe : Pieter Weening (2002), Joost Posthuma (2003), Thomas Dekker (2004), Kai Reus (2005), Wilco Kelderman (2011), Dylan van Baarle (2013) - Istrian Spring Trophy : Pieter Weening (2003) - Tour de Normandie : Thomas Dekker (2004), Kai Reus (2005, 2006), Martijn Maaskant (2007) - Circuit des Mines : Joost Posthuma (2004) - Triptyque des Barrages : Kai Reus (2004), Lars Boom (2005), Jos van Emden (2006) - Cinturón a Mallorca : Dmitry Kozontchuk (2005) - Tour du Loir-et-Cher : Marc de Maar (2005) | - Tour du district de Santarém : Lars Boom (2006) - Semaine cycliste lombarde : Robert Gesink (2006) - Circuito Montañés : Robert Gesink (2006), Bauke Mollema (2007), Tejay van Garderen (2009) - Tour de Bretagne : Lars Boom (2007), Bert-Jan Lindeman (2014) - Tour du Haut-Anjou : Martijn Keizer (2007), Dennis van Winden (2008), Tejay van Garderen (2009) - OZ Wielerweekend : Tom Veelers (2007) - Tour de Lleida : Lars Boom (2008) - Tour Alsace : Wilco Kelderman (2010) - Ronde van Midden-Nederland : Wesley Kreder (2010), Ivar Slik (2012) - Tour de Norvège : Wilco Kelderman (2011) - Tour de León : Marc Goos (2011) - Tour de Gironde : Nick van der Lijke (2012) - Kreiz Breizh Elites : Nick van der Lijke (2013) - Tour de l'Ain : Bert-Jan Lindeman (2014) - Rhône-Alpes Isère Tour : Sam Oomen (2015), Lennard Hofstede (2016) |  |

### Championnats nationaux
| Sur route - Championnats d'Allemagne sur route : 1 - Course en ligne espoirs : 2012 (Rick Zabel) - Championnats d'Australie sur route : 1 - Course en ligne espoirs : 2004 (Rory Sutherland) - Championnats de Finlande sur route : 1 - Contre-la-montre : 2004 (Jukka Vastaranta) - Championnats des Pays-Bas sur route : 20 - Course en ligne : 2008 (Lars Boom) - Contre-la-montre : 2004 (Thomas Dekker) et 2008 (Lars Boom) - Course en ligne espoirs : 2002 (Pieter Weening), 2003 (Thomas Dekker), 2004 (Bastiaan Giling), 2007 (Tom Leezer), 2009 (Steven Kruijswijk), 2010 (Tom-Jelte Slagter), 2011 (Ramon Sinkeldam), 2012 (Moreno Hofland), 2013 (Dylan van Baarle) et 2015 (Stan Godrie) - Contre-la-montre espoirs : 2003 (Thomas Dekker), 2005 (Thom van Dulmen), 2007 (Lars Boom), 2009 (Dennis van Winden), 2010 (Martijn Keizer), 2011 (Wilco Kelderman) et 2013 (Dylan van Baarle) | En cyclo-cross - Championnats des Pays-Bas de cyclo-cross : 3 - Élites : 2013 et 2014 (Lars van der Haar) - Moins de 23 ans : 2015 (Stan Godrie) |

## Classements UCI
En 1999 le classement UCI par équipes est divisé entre GSI, GSII et GSIII. L'équipe est classée en GSIII durant cette période. Les classements détaillés ci-dessous sont ceux de l'équipe en fin de saison. Les coureurs demeurent en revanche dans un classement unique.
| Saison | Classement par équipes | Meilleur coureur au classement individuel |
| ------ | ---------------------- | ----------------------------------------- |
| 2002   | 22e (GSIII)            | Mart Louwers (839e)                       |
| 2003   | 7e (GSIII)             | Niels Scheuneman (346e)                   |
| 2004   | 13e (GSIII)            | Koen de Kort (448e)                       |

À partir de 2005, l'équipe participe aux circuits continentaux et principalement à des épreuves de l'UCI Europe Tour. Le tableau ci-dessous présente les classements de l'équipe sur les différents circuits, ainsi que son meilleur coureur au classement individuel.
UCI America Tour
| Saison | Classement par équipes | Meilleur coureur au classement individuel |
| ------ | ---------------------- | ----------------------------------------- |
| 2008   | 28e                    | Michael Van Staeyen (140e)                |
| 2010   | 36e                    | Jetse Bol (308e)                          |
| 2012   | 46e                    | Marc Goos (387e)                          |

UCI Asia Tour
| Saison | Classement par équipes | Meilleur coureur au classement individuel |
| ------ | ---------------------- | ----------------------------------------- |
| 2007   | 45e                    | Thomas Rabou (245e)                       |
| 2012   | 14e                    | Jenning Huizenga (25e)                    |
| 2015   | 74e                    | Cees Bol (241e)                           |
| 2016   | 56e                    | Martijn Tusveld (154e)                    |

UCI Europe Tour
| Saison | Classement par équipes | Meilleur coureur au classement individuel |
| ------ | ---------------------- | ----------------------------------------- |
| 2005   | 8e                     | Kai Reus (17e)                            |
| 2006   | 5e                     | Robert Gesink (13e)                       |
| 2007   | 1re                    | Martijn Maaskant (3e)                     |
| 2008   | 10e                    | Lars Boom (16e)                           |
| 2009   | 11e                    | Tejay van Garderen (40e)                  |
| 2010   | 18e                    | Coen Vermeltfoort (71e)                   |
| 2011   | 11e                    | Jetse Bol (41e)                           |
| 2012   | 15e                    | Wesley Kreder (55e)                       |
| 2013   | 10e                    | Dylan van Baarle (12e)                    |
| 2014   | 12e                    | Bert-Jan Lindeman (10e)                   |
| 2015   | 32e                    | Sam Oomen (32e)                           |
| 2016   | 37e                    | Jeroen Meijers (198e)                     |

UCI Oceania Tour
| Saison | Classement par équipes | Meilleur coureur au classement individuel |
| ------ | ---------------------- | ----------------------------------------- |
| 2005   | 2e                     | William Walker (2e)                       |
| 2006   | 31e                    | Jetse Bol (96e)                           |

## Effectif en 2016

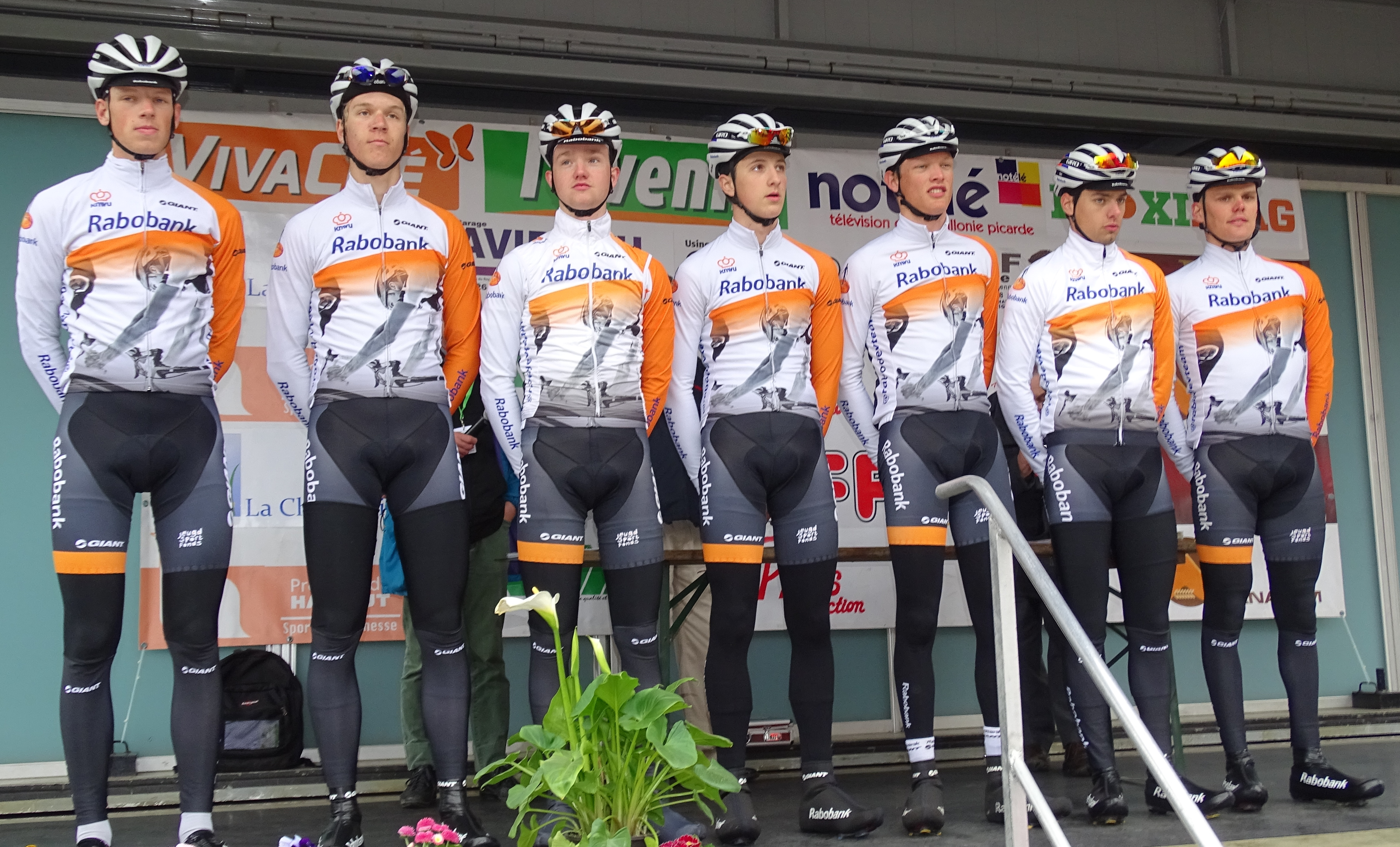
L'équipe en 2015

| Cycliste             | Date de naissance | Nationalité | Équipe 2015            |  |
| -------------------- | ----------------- | ----------- | ---------------------- |  |
| Sjoerd Bax           | 6 janvier 1996    | Pays-Bas    | Rabobank Development   |  |
| Cees Bol             | 27 juillet 1995   | Pays-Bas    | Rabobank Development   |  |
| Dylan Bouwmans       | 16 janvier 1997   | Pays-Bas    | Willebrord Wil Vooruit |  |
| Martijn Budding      | 31 août 1995      | Pays-Bas    | Rabobank Development   |  |
| Mitchell Cornelisse  | 24 janvier 1996   | Pays-Bas    | Rabobank Development   |  |
| Hartthijs de Vries   | 11 juillet 1996   | Pays-Bas    | Rabobank Development   |  |
| Stan Godrie          | 9 janvier 1993    | Pays-Bas    | Rabobank Development   |  |
| Davy Gunst           | 30 janvier 1995   | Pays-Bas    | SEG Racing             |  |
| Lennard Hofstede     | 29 décembre 1994  | Pays-Bas    | Rabobank Development   |  |
| Nino Honigh          | 7 janvier 1995    | Pays-Bas    | Rabobank Development   |  |
| Merijn Korevaar      | 7 mai 1994        | Pays-Bas    | Rabobank Development   |  |
| Peter Lenderink      | 11 février 1996   | Pays-Bas    | Rabobank Development   |  |
| Jan Maas             | 19 février 1996   | Pays-Bas    | Rabobank Development   |  |
| Jeroen Meijers       | 12 janvier 1993   | Pays-Bas    | Rabobank Development   |  |
| Joris Nieuwenhuis    | 11 février 1996   | Pays-Bas    | Rabobank Development   |  |
| Jelle Nieuwpoort     | 28 juin 1997      | Pays-Bas    | Monkey Town            |  |
| Bob Olieslagers      | 17 mars 1997      | Pays-Bas    | TWC Pijnenburg         |  |
| Martijn Tusveld      | 9 septembre 1993  | Pays-Bas    | Rabobank Development   |  |
| Maik van der Heijden | 3 avril 1997      | Pays-Bas    | WV Uden                |  |
| Sieben Wouters       | 23 juin 1996      | Pays-Bas    | Rabobank Development   |  |

## Saisons précédentes

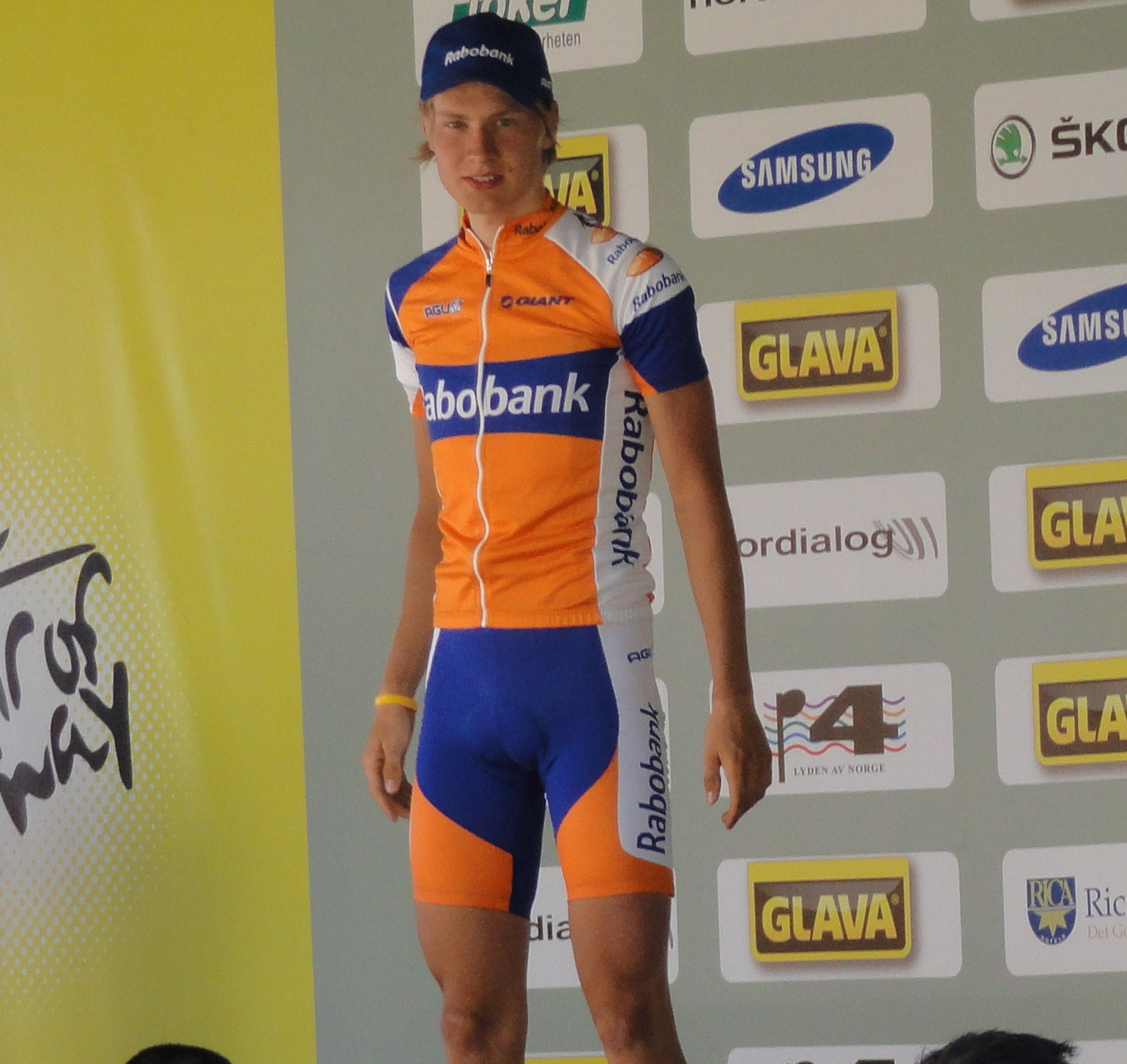
Wilco Kelderman sur le Tour de Norvège 2011

- Saison 2014
- Saison 2015
- Saison 2016